# Inženjerstvo pouzdanosti
Inženjerstvo pouzdanosti (eng. reliability engineering) je polje inženjerstva koje se bavi proučavanjem, vrednovanjem i upravljanjem životnog ciklusa pouzdanosti, sposobnosti sustava ili njegove sastavnice izvršavati zadaće pod zadanim uvjetima u zadanom razdoblju. Često se mjeri vjerojatnošću pada odnosno nefunkcioniranje ili mjerom dostupnosti. Također i održljivost (primjerice održljivost softvera) je važnim dijelom inženjerstva pozdanosti.
Inženjerstvo pouzdanosti sustava je disciplina koja je dijelom programskog inženjerstva. U tom se inženjerstvu prati vjerojatnost ispada različitih sastavnica programskog sustava i njegovih kombinacija.